# Henriette Rath

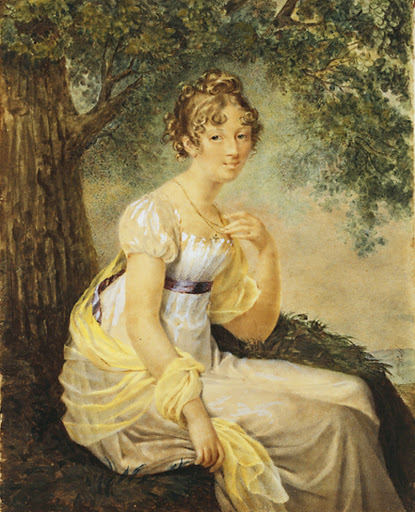
Selbstporträt von Henriette Rath

Henriette Rath (* 12. Mai 1773 in Genf; † 24. November 1856 ebenda; heimatberechtigt ebenda) war eine Schweizer Malerin aus dem Kanton Genf.

## Leben
Henriette Rath war eine Tochter von Jean-Louis Rath, Uhrenhändler, und Alexandrine Sarah Rolland. Rath begann als Autodidaktin zu malen. Sie nahm im Jahr 1798 in Paris Unterricht bei Jean-Baptiste Isabey, den sie oft kopierte. Die Porträtmalerin schuf Emails, Miniaturen und Ölbilder. Zurück in Genf im Jahr 1799, war sie Mitglied der Aufsichtskommission der Académie des jeunes filles der Société des Arts. Sie malte 1813 im Umfeld der Grossherzogin Anna Feodorowna in Bern.
Mit dem Erbe ihres 1819 verstorbenen Bruders Simon, Generalleutnant in russischen Diensten, schufen Rath und ihre Schwester Jeanne Françoise die Stiftung des Musée Rath. Dieses wurde im Jahr 1826 eröffnet. Rath stellte ihre Werke von 1801 bis 1810 im Pariser Salon, in Genf und in Zürich aus. Ihre Bedeutung als Mäzenin stellte ihr künstlerisches Schaffen in den Schatten.